# アテローム性動脈硬化
アテローム性動脈硬化（アテロームせいどうみゃくこうか）は、プラークの蓄積により動脈内が狭くなる疾患である。
一般的に初期は無症状であるが、重症化すると、影響を受ける動脈箇所によって、虚血性心疾患、脳卒中、閉塞性動脈硬化症、腎臓障害を発症する場合がある。アテローム性動脈硬化は発症しても、中年まで症状が発現しないのが一般的である。
正確な原因は不明であるが、危険因子には異常なコレステロール値、高血圧、糖尿病、喫煙、肥満、家系、不健康な食事などがあげられる。
プラークは、脂肪、コレステロール、カルシウム、血液中に含まれるその他の成分で構成されている。動脈が狭くなると、体の一部への酸素の供給が制限される。診断は、身体診察、心電図、運動負荷テストに基づいて行われる。
予防は一般的に、健康的な食事をとること、運動をすること、喫煙をしないこと、正常な体重を維持することである。
治療には、スタチンなどのコレステロール値を下げる薬、血圧治療薬、アスピリンなどの凝固を低下させる薬などが用いられる。経皮的冠動脈形成術、冠状動脈バイパス移植、頸動脈内膜剥離術などの外科的治療が行われる場合もある。
アテローム性動脈硬化は、一般に若年時期に発症し、年齢とともに悪化する。ほとんどの人が65歳までにある程度の影響を受ける。
アテローム性動脈硬化は、先進国において最も多い死因と障害の一つである。アテローム性動脈硬化が最初に説明されたのは1575年であるが、5千年以上前に発症した証拠がある。